# Lot 19
Lot 19 – niewyjaśnione zaginięcie eskadry pięciu amerykańskich samolotów torpedowo-bombowych typu Grumman TBF Avenger United States Navy w dniu 5 grudnia 1945 r. wraz z 14 członkami załogi podczas lotu z wschodniego wybrzeża Florydy do Fort Lauderdale.

## Załoga[1]
| Załoga lotu 19 | Załoga lotu 19                       | Załoga lotu 19                                                  | Załoga lotu 19                                               |
| Numer Samolotu | Pilot                                | Załoga                                                          | Nr seryjne samolotów Marynarki Wojennej Stanów Zjednoczonych |
| -------------- | ------------------------------------ | --------------------------------------------------------------- | ------------------------------------------------------------ |
| FT-28          | Charles C. Taylor, porucznik, USNR   | George Devlin, AOM3c, USNR Walter R. Parpart, ARM3c, USNR       | 23307                                                        |
| FT-36          | Edward J. Powers, kapitan, USMC H.Q. | Howell O. Thompson, SSgt., USMCR George.R. Paonessa, Sgt., USMC | 46094                                                        |
| FT-3           | Joseph.T. Bossi, chorąży, USNR       | Herman A. Thelander, S1c, USNR Burt E. Baluk, JR., S1c, USNR    | 45714                                                        |
| FT-117         | George W. Stivers, kapitan, USMC     | Robert P. Gruebel, Pvt., USMCR Robert F. Gallivan, Sgt., USMC   | 73209                                                        |
| FT-81          | Robert J. Gerber, 2nd LT, USMCR      | William E. Lightfoot, Pfc., USMCR                               | 46325                                                        |

Samoloty zaginęły podczas misji szkoleniowej, a ich wraków nigdy nie odnaleziono. Jeden z samolotów uczestniczących w poszukiwaniu zaginionej eskadry również zaginął. Była to patrolowa łódź latająca PBM-5 BuNo typu Martin PBM Mariner.
| Załoga PBM-5 BuNo 59225 | Załoga PBM-5 BuNo 59225      | Załoga PBM-5 BuNo 59225 | Załoga PBM-5 BuNo 59225                                     |
| Numer Samolotu          | Pilot                        | Załoga | Nr seryjny samolotu Marynarki Wojennej Stanów Zjednoczonych |
| ----------------------- | ---------------------------- | --- | ----------------------------------------------------------- |
| BuNo 59225              | Walter G. Jeffery, Ltjg, USN | Harrie G. Cone, Ltjg, USN Roger M. Allen, Ensign, USN Lloyd A. Eliason, Ensign, USN Charles D. Arceneaux, Ensign, USN Robert C. Cameron, RM3, USN Wiley D. Cargill, Sr., Seaman 1st, USN James F. Jordan, ARM3, USN John T. Menendez, AOM3, USN Philip B. Neeman, Seaman 1st, USN James F. Osterheld, AOM3, USN Donald E. Peterson, AMM1, USN Alfred J. Zywicki, Seaman 1st, USN | 59225                                                       |

Zaginięcie Lotu 19 łączone jest z istnieniem tak zwanego Trójkąta Bermudzkiego, między innymi w opracowaniu L. D. Kuschego.

## Odniesienia w kulturze
- W filmie science fiction Bliskie spotkania trzeciego stopnia (ang. Close Encounters of the Third Kind) z 1977 r., w reż. Stevena Spielberga, pojawia się motyw z członkami załogi Lotu 19, którzy jak się okazuje zostali uprowadzeni przez UFO.